# Антуан IV д’Эстре
Антуан IV д’Эстре (фр. Antoine IV d'Estrées; 1529 — 11 мая 1609), маркиз де Кёвр, виконт де Суассон — французский военачальник и государственный деятель, участник религиозных войн, рыцарь орденов короля, отец Габриели д'Эстре.

## Биография
Сын Жана I д’Эстре, сеньора де Кёвр, и Екатерины де Бурбон.
Командовал артиллерией при осаде Гавр дю Граса в 1563 году, в ходе англо-французской войны 1562—1564 годов. Батарея, которую он поставил напротив палисада, отняла у англичан надежду удержать крепость, и вынудила капитулировать 28 июля.
В ходе кампании 1569 года приказом, данным в лагере Больё-Ле-Лош 1 августа, был назначен исполняющим должность великого магистра артиллерии, по причине болезни его тестя сеньора де Лабурдезьера, и командовал до ноября.
6 января 1570 жалованной грамотой, данной в Париже, был назначен герцогом Алансонским на должность первого дворянина его палаты. Другой грамотой, от 9 января, герцог назначил его губернатором своего герцогства, графства Эврё, земель Конш, Бретёй, Пасси и Бомон, графств Дрё, Перш и виконтства Орбек.
9 июля 1570 принес присягу королю в качестве члена Государственного и тайного советов.
5 марта 1576 назначен капитаном и губернатором Булони и Булонне (сенешаль и первый барон Булонне), на место сеньора де Кайяка; 16-го принес присягу канцлеру.
31 декабря 1578 пожалован в рыцари недавно учрежденного ордена Святого Духа, и назначен капитаном роты из 50 тяжеловооруженных всадников.
В марте 1585 сеньория Кёвр была возведена в ранг маркизата. 24 марта 1586 получил генеральное наместничество губернаторства Пикардии, после отставки Франсуа Гуфье, сеньора де Кревкёра, и в свою очередь, отказался от этой должности в пользу Кревкёра 18 октября 1588.
25 ноября 1591 назначен Генрихом IV командовать в Нуайоне и Ла-Фере. 8 марта 1593 герцог Майенский, готовясь к наступлению на столицу, написал парижанам, что придет к ним на помощь после взятия Нуайона, который рассчитывал захватить за три-четыре дня, так как большинство горожан поддерживали Католическую лигу. Маркизу де Кёвру удалось продержаться три недели, и за время осады нанести лигёрам настолько значительные потери, что герцог после капитуляции Нуайона был вынужден отказаться от атаки оборонительных пунктов Генриха IV на Сене и прекратить поход.
В 1594 году, после смерти Франсуа д’О, губернатора Парижа и Иль-де-Франса, король 12 ноября в Сен-Жермен-ан-Ле назначил на должность генерального наместника города, превотства и виконтства Париж Антуана д’Эстре (зарегистрирован Парижским парламентом 5 декабря). При этом Генрих решил разделить посты наместников Парижа и Иль-де-Франса. Декларацией 18 июля и патентом 19 июля 1596 король предоставил наместнику права, прерогативы и почести, положенные губернатору Парижа и Иль-де-Франса (зарегистрировано парламентом 30 декабря).
1 октября 1597 маркиз де Кёвр был назначен великим магистром артиллерии, на место погибшего Франсуа де Сен-Люка. Принес присягу 16 ноября. Отказался от наместничества в Иль-де-Франсе 3 июля 1599 в пользу своего сына, а 10 ноября того же года отставлен от должности великого магистра артиллерии. 2 июня 1600 отставлен от должности генерального наместника Парижа.

## Семья
Жена (14.02.1559): Франсуаза Бабу де Лабурдезьер (ок. 1542 — 9.6.1592), дочь Жана Бабу, сеньора де Лабурдезьера, и Франсуазы Роберте, дамы д’Аллюи и де Сагонн. Состояла в открытой связи с фаворитом Генриха III Луи дю Га, затем с маркизом Ивом IV д’Алегром, с которым около 1590 сбежала от мужа. Антуана подозревали в причастности к убийству любовников, совершенному 8/9 июня 1592 в Иссуаре.
Дети:
- Франсуа-Луи д’Эстре (1575—1594), маркиз де Кёвр, убит при осаде Лана пулей из мушкета, попавшей в ногу
- Франсуа-Аннибаль (ок. 1573—5.06.1670), герцог д’Эстре, маршал Франции. Жена 1) (1622): Мари де Бетюн (ок. 1602—1628); 2) (1634): Анна Абер де Монмор (ум. 1661); 3) (1663): Габриель де Лонгваль (ум. 1687)
- Мари-Габриель, ум. во младенчестве
- Диана (1566—1618). Муж (1596): Жан де Монлюк, сеньор де Баланьи (ок. 1545—1603), маршал Франции
- Маргерит (р. ок. 1565). Муж (контракт 16.07.1585): Габриель Бурнель, сеньор де Нан и Эстрембек
- Анжелика (ум. 1634), монахиня в Сен-Луи-де-Пуасси, затем аббатиса в Бертокуре, в диоцезе Амьена. Назначена Генрихом IV аббатисой Мобюиссона, спустя 20 лет вышла в отставку, умерла в Париже в обители клариссинок
- Габриель (ок. 1573? — 10.04.1599), фаворитка Генриха IV с 1590 года. Муж (1592; развод 1594): Никола д’Амерваль, сеньор де Лианкур (1558—1600)
- Жюльенна-Ипполита. Муж (7.01.1597): Жорж де Бранкас (1568—1657), герцог де Виллар
- Франсуаза (дочь Франсуазы Бабу де Лабурдезьер от Ива IV д’Алегра)[K 2] . Муж: граф Шарль де Санзе, барон де Тупиньи, наследственный виконт Пуату

## В беллетристике
Второстепенный персонаж романа Генриха Манна «Молодые годы короля Генриха IV». Представлен фантазией немецкого автора как ни на что не годный наполовину выживший из ума алчный и страдающий клептоманией старик, обязанный назначением на пост губернатора постельным заслугам своей дочери.

## Комментарии
1. ↑  Порядок, согласно отцу Ансельму (Père Anselme. Histoire généalogique et chronologique de la maison royale de France. T. IV, pp. 599—600). Даты рождения детей, используемые в современной литературе, более или менее предположительны, и иногда противоречивы
2. ↑  «Г-ну д’Эстре пришлось признать эту дочь; она родилась в браке, но г-н д’Эстре к тому времени уже лет пять-шесть не жил с женою: та ушла к маркизу д’Алегру…» (Тальман де Рео. Занимательные истории, с. 8)